# ناتالی کارتمل
ناتالی کارتمل (انگلیسی: Nathaniel Cartmell؛ ۱۳ ژانویه ۱۸۸۳ – ۲۳ آگوست ۱۹۶۷) دونده اهل ایالات متحده آمریکا بود.
وی در مسابقات کشوری و بین‌المللی در مجموع برندهٔ ۱ مدال طلا، ۲ مدال نقره، ۱ مدال برنز شده‌است.